# 舊路坑
舊路坑，是台灣桃園市龜山區的一個傳統地域名稱，位於該區中部。相較於今日行政區，其範圍大致包括舊路里不含南部邊界地帶、大華里東南部、文化里西南部、樂善里西南部邊界地帶。

## 歷史
台灣清治末期至日治前期，舊路坑地區為一街庄，稱為「舊路坑庄」，隸屬於桃澗堡。該庄西及西北與楓樹坑庄為鄰，北與菜公堂庄、山尾庄為鄰，東與牛角坡庄為鄰，東南邊為塔藔坑庄，西南邊為新路坑庄。
1901年（日治明治三十四年）11月，全台廢縣廳改設二十廳，該庄隸屬於桃仔園廳。1903年（明治三十六年），改名桃園廳。1909年（明治四十二年）10月，合併二十廳為十二廳，該庄隸屬不變。1920年（大正九年），該庄改制為「舊路坑」大字，隸屬於新竹州桃園郡龜山庄，大字下有「舊路坑」、「西勢湖」、「大埔」小字名。
戰後龜山庄改制為龜山鄉，隸屬於新竹縣，大字亦改制為村。1950年桃、竹、苗分治，龜山鄉改隸屬於桃園縣。2014年12月桃園縣升格為直轄桃園市，龜山鄉改制為龜山區。

## 聚落
本地區發展較早的聚落有舊路坑（西舊路坑）、西勢湖、大埔等，在日治期初期的官方地圖上已有記載。此外，本地區尚有東舊路坑聚落。

## 交通
區道桃7線（樂善街、華亞三路、振興路）是後厝至半嶺的道路，大致以東北—西南走向轉北北西—南南東走向再轉東北—西南走向蜿蜒經過舊路坑地區東部。由該道路向東北轉北北西可前往牛角坡並止於樂善國小旁的區道桃9線路口，向西南可前往半嶺聚落西側的省道台1線路口。
區道桃11線（西勢湖路、頂湖路）是西勢湖至桃園的道路，其東側端點位於本地區中部區道桃7線路口。由此向北蜿蜒而行，經兩次180度大彎道後轉北北西方向出境後可前往頂湖，其後轉向西南蜿蜒而行至水汴頭轉南蜿蜒而行，經大檜溪、大檜溪地區南部前往桃園市中心並止於市道110號路口。

## 學校
- 大埔國小

## 醫院
- 桃園長庚紀念醫院

## 運動休閒
- 長庚高爾夫球場
- 東方高爾夫球場